# Eugene Millikin

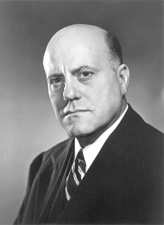
Eugene Millikin.

Eugene Donald Millikin, född 12 februari 1891 i Hamilton, Ohio, död 26 juli 1958 i Denver, Colorado, var en amerikansk republikansk politiker. Han representerade delstaten Colorado i USA:s senat 1941-1957. Han var ordförande i senatens finansutskott 1947-1949 och 1953-1955.
Millikin studerade vid University of Colorado. Han avlade 1913 juristexamen och arbetade sedan som advokat i Salt Lake City. Han deltog i första världskriget och befordrades till överstelöjtnant. Han fortsatte sedan som advokat i Denver. Han tjänstgjorde senare som verkställande direktör för oljebolaget Kinney-Coastal Oil.
Senator Alva B. Adams avled 1941 i ämbetet och efterträddes av Millikin. Han efterträddes 1957 av John A. Carroll. Millikin avled följande år i Denver och gravsattes på Fairmount Cemetery.